# Фьер
Фьер (англ. fier) — язык западночадской ветви чадской семьи, распространённый в центральной Нигерии на территории штата Плато, в его северной части — в округе Фьер (Fyer district) района Мангу.
Ареал языка фьер граничит на севере с ареалами бенуэ-конголезских языков фьям (на северо-западе) и кванка (на северо-востоке). На юге к ареалу языка фьер примыкает ареал западночадского языка ангас. Язык бесписьменный.
Численность говорящих на языке фьер — около 26 100 человек (2000). По данным сайта Joshua Project, численность этнической группы фьер составляет 38 000 человек. Большинство носителей языка фьер придерживается традиционных верований, также среди них есть группы мусульман и христиан.
Язык фьер включается в группу языков рон в классификации афразийских языков британского лингвиста Роджера Бленча, в классификации, опубликованной в работе С. А. Бурлак и С. А. Старостина «Сравнительно-историческое языкознание», в классификации чешского лингвиста Вацлава Блажека и в перечне языков в статье В. Я. Порхомовского «Рон языки», опубликованной в лингвистическом энциклопедическом словаре.
Область распространения языка фьер размещена в восточной части ареала группы рон.
Язык фьер наиболее близок языку тамбас, с которым составляет кластер языков фьер подгруппы А4 группы А западночадской ветви согласно классификации, представленной в справочнике языков мира Ethnologue. Также язык фьер близок остальным языкам группы рон: рон (чала), даффо-бутура, бокос, шагаву, кулере, карфа, мундат и ша.
В отличие от остальных языков рон, в которых спрягаемые формы глаголов с различными видо-временными и модальными значениями образуются при помощи местоименного субъектного показателя определённого ряда в позиции перед глагольной основой или отглагольным именем, в языке фьер произошли упрощения — в нём противопоставляются два типа аспектных глагольных основ, различающихся тонами, все остальные противопоставления в рамках спрягаемых глагольных форм выражаются с помощью местоименных приглагольных показателей.